# Rosy Vista
Rosy Vista ist eine deutsche Frauen-Hardrockband, die Ende 1983 von der gebürtigen Rumänin Anca Graterol in Hannover gegründet wurde.

## Geschichte
Die Gitarristin Anca Graterol, geb. Vijan, verließ 1977 ihre Heimat Rumänien mit dem Ziel, eine Frauenrockband zu gründen. In Rumänien hatte sie bereits mit der Frauenrockband Catena Erfolge.
Die erste Bandbesetzung von Rosy Vista bestand aus Gerda Maus (Schlagzeug), Regine „Guiness“ Hellmann (Bass), Karin Knieste (Gitarre), Andrea Schwarz (Gesang) und Anca Graterol (Gitarre, Gesang). Ende 1984 verließ erst Karin, einige Monate später Gerda die Band. Die Position am Schlagzeug wurde im März 1985 von Marina Hlubek übernommen, die bereits vorher in Berlin der Formation „Berliner Ring“ angehörte. 1986 stieß Barbara Schenker dazu und spielte fortan die Keyboards. Andrea Schwarz schied Mitte 1988 aus gesundheitlichen Gründen aus. Ihre Position übernahm Susanne Schätzle, der wiederum 1989 Laura Christiansen folgte.
Der erste öffentliche Auftritt fand im Oktober 1984 im Leine Domizil in Hannover statt, kurze Zeit später folgte ein Auftritt mit Uriah Heep. Im Jahr 1985 erhielt die Band einen Vertrag beim Metal-Label Noise Records. Im Mai 1985 erschien „You Better Believe It“, eine 5 Songs umfassende EP. Nach der Veröffentlichung folgten zahlreiche Live-Shows, die Rosy Vista als Headliner durch viele deutsche Städte führte. Eine Promotiontour zusammen mit Mötley Crüe, Bon Jovi und Don Dokken schloss sich an und für das englische Magazin Kerrang wurde eine Fotosession mit Vince Neil angesetzt.
Im Jahr 1986 folgte eine 11 Shows umfassende Deutschland-Tour gemeinsam mit der tschechoslowakischen Metal-Band „Citron“. Im Anschluss daran fand im August 1986 auf der Loreley mit Wolf Maahn, Joe Cocker, Manfred Mann’s Earth Band und Eric Burdon ein Auftritt vor 25.000 Zuschauern statt.
Die Band Citron lud Rosy Vista zu einer gemeinsamen Tour durch die damalige Tschechoslowakei ein, bei der Rosy Vista als Hauptact spielte. Anlässlich dieser Tour erschien in der Tschechoslowakei die 7″-Single „Tables Are Turned/Rocking Through The Night“ (Supraphon). In Frankreich, wo das Album für das Accord Label lizenziert wurde, erschien mit „Sound Of Your Love/Tables Are Turned“ eine weitere 7″-Single.
Die zahlreichen Besetzungswechsel in der Band führten dazu, dass Noise Records die Zusammenarbeit mit der Band infrage stellte, weshalb diese dann 1990 aufgelöst wurde.
Im Jahr 2002 kam es zu einer kurzen Reunion, der neben Anca, Andrea und Marina, die Gitarristin Gaby Neitzel und die Bassistin Heike Busche angehörten. In der nächsten kurzzeitigen Reunion im Jahr 2008 spielte die Band in Originalbesetzung außer Barbara Schenker, die nach London übersiedelte. Seit der dritten Reunion 2016 gehört Bassistin Angela Mann zum Line-Up der Band. Mit ihr entstand dann auch 2019 das erste Longplay-Album „Unbelievable“. Im Februar 2019 fand im Musikzentrum Hannover ein Release-Konzert statt.
2020 stieß Heike „Bass Sistah“ Müller als Ersatz für Angela Mann hinzu. Es folgten viele Konzerte in der aktuellen Besetzung und am 17. Januar 2025 erschien das neue Album "F.O.R.T.Y.".

## Diskografie
Alben
- 1985: You Better Believe It (Noise International N 0033, SPV GmbH 60-1659)
- 2019: Unbelievable (Steamhammer SPV 288101 LP, SPV 288102 CD)
- 2025: F.O.R.T.Y. (Yellow Snake Records / Timezone Distribution, TZ2745)

Singles
- 1986: Tables Are Turned / Rocking Through the Night (Supraphon 1143 3276, 7” Single)
- 1986: Sound of Your Love / Tables Are Turned (Accord 135143, 7” Single)